# Jackson (Mississippi)
Pour les articles homonymes, voir Jackson.
Jackson est une ville des États-Unis, capitale et principale agglomération de l’État du Mississippi. Lors du recensement de 2020, sa population s’élevait à 153 701 habitants. En 2022, elle est estimée à 170 000 habitants, tandis que son aire urbaine approchait les 700 000 habitants.

## Géographie
La ville de Jackson est traversée par la Pearl River ou rivière aux Perles.
Elle est traversée par les Interstate highways I-20, I-55 et I-220 et les U.S. Routes 49, 51 et 80.

## Histoire

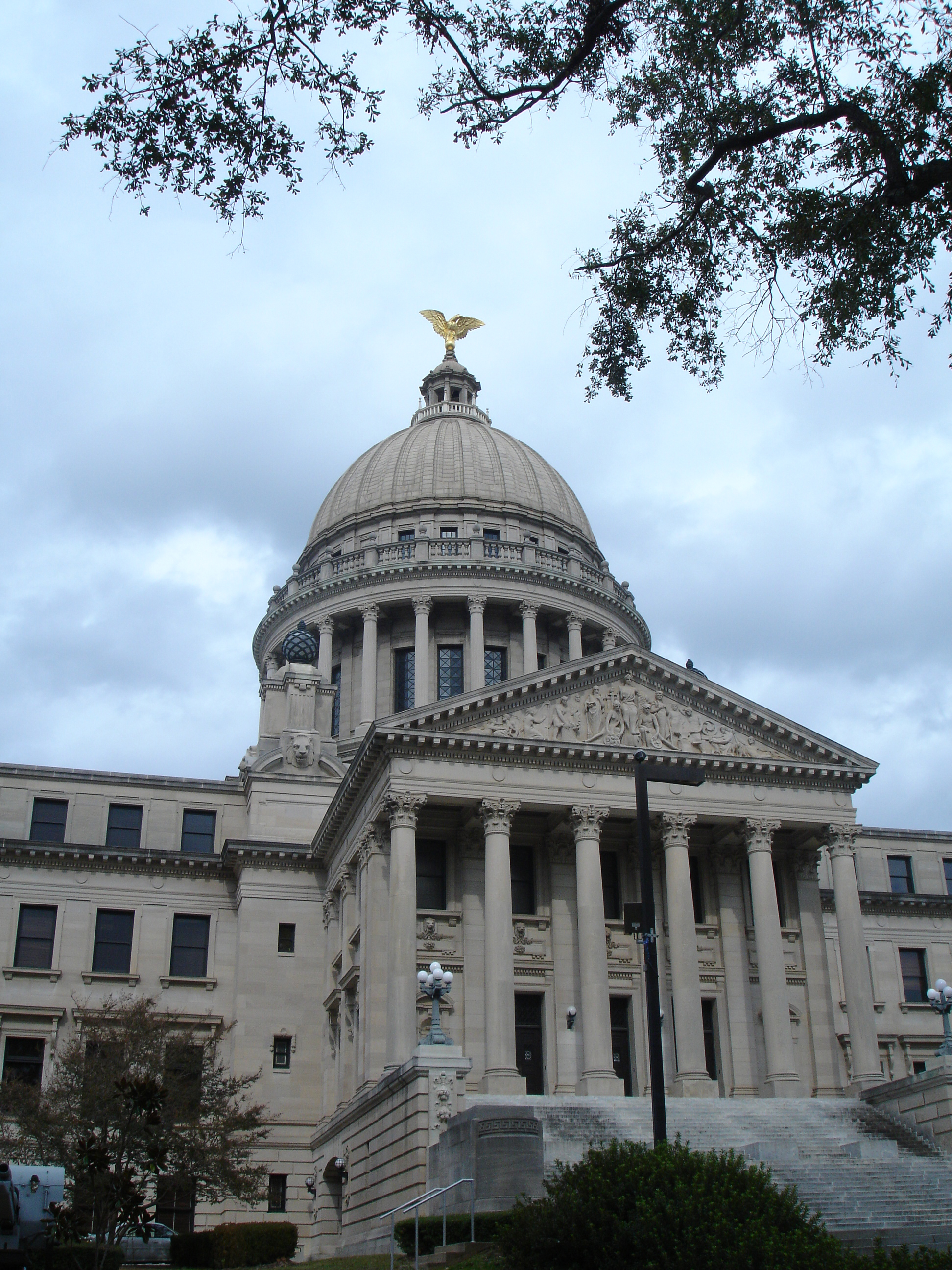
Le capitole du Mississippi, à Jackson.

Un premier établissement fut fondé en 1792 par Louis LeFleur, un marchand canadien-français à l'époque de la Louisiane française. Il fonda ce comptoir sur la piste Natchez afin de pouvoir commercer avec les Amérindiens. Louis Lefleur établit ce poste commercial sur les hauteur d'une falaise dominant la rive ouest de la rivière aux Perles.
Après la vente de la Louisiane française par Napoléon Ier, le lieu prit le nom anglais de LeFleur's Bluff et la rivière prit le nom de Pearl River.
Au début du XIXe siècle, les autorités recherchaient un endroit pour implanter la capitale de l’État du Mississippi. Le site de l'actuelle Jackson fut choisi en 1821 sur le lieu même de LeFleur's Bluff, et baptisé en l'honneur du septième président américain, Andrew Jackson. Peter Aaron Van Dorn (en) en dessina les premiers plans. Le chemin de fer arriva à Jackson en 1840, ce qui assura le développement de la ville après la guerre de Sécession. C’est au cours de ce conflit que la cité devint un centre de production majeur pour les États sudistes. Le 14 mai 1863, la bataille de Jackson opposa les troupes du général Ulysses S. Grant aux forces confédérées du général Joseph E. Johnston. La cité tomba aux mains des nordistes, ce qui ouvrit la route vers l'ouest et mena au siège de Vicksburg. La découverte de gisements de gaz dans la région stimula la croissance économique de la ville à partir des années 1930. Elle servit de base militaire pendant la Seconde Guerre mondiale. Elle connut des troubles pendant le mouvement des droits civiques dans les années 1960.
Le 1er juillet 2013, Chokwe Lumumba a prêté serment en tant que maire de la ville. Le 25 février 2014, après huit mois de mandat, il est décédé. Il était un personnage populaire mais controversé en raison de son adhésion antérieure à la République de New Afrika, ainsi que d'être cofondateur de la Coalition nationale des Noirs pour réparations en Amérique. Le 22 avril 2014, le fils de Lumumba, Chokwe Antar Lumumba, a couru pour le siège de la mairie après la mort de son père, mais a perdu contre le conseiller Tony Yarber. En 2017, il a de nouveau couru pour le maire et a gagné.
Pendant plusieurs années, l'approvisionnement en eau de la ville n'a pas répondu aux normes de l'EPA ou à une pression d'eau ou à un traitement d'égouts adéquat, et a été soumis à de nombreuses ordres d'eau d'ébullition en 2021 et 2022. En août 2022, Jackson a perdu l'accès à l'eau lorsque sa plus grande usine de traitement de l'eau a échoué, laissant l'eau du robinet non traitée,.

## Démographie
| Groupe      | Jackson | Mississippi | États-Unis |
| ----------- | ------- | ----------- | ---------- |
| Noirs       | 79,4    | 37,0        | 12,6       |
| Blancs      | 18,4    | 59,1        | 72,4       |
| Métis       | 0,9     | 1,2         | 2,9        |
| Autres      | 0,8     | 1,3         | 6,4        |
| Asiatiques  | 0,4     | 0,9         | 4,8        |
| Amérindiens | 0,1     | 0,5         | 0,9        |
| Total       | 100     | 100         | 100        |
|             |         |             |            |
| Hispaniques | 1,6     | 2,8         | 16,7       |

Selon l'American Community Survey, pour la période 2011-2015, 97,15 % de la population âgée de plus de 5 ans déclare parler l'anglais à la maison, 1,88 % déclare parler l'espagnol et 0,97 % une autre langue.

## Culture
Jackson, Mississippi est une chanson tirée de l'album Kid Rock sorti en 2003.

### Patrimoine
- Governor's Mansion, construit en 1842, servit de quartier général à Sherman pendant la guerre de Sécession.
- L’ancien capitole fut occupé par l'assemblée de l’État entre 1839 et 1903.
- L’hôtel de ville fut érigé en 1846.

Le nouveau musée des droits civiques du Mississippi Mississippi Civil Rights Museum est inauguré fin 2017 par le président américain Donald Trump, ce qui déclenche le boycott de la cérémonie par le maire et militants historiques des droits civiques.